# Муранска Планина (национальный парк)
Муранска Планина (словац. Národný park Muránska planina) — один из самых молодых национальных парков в Словакии. Его основная территория равна 21 318 га, а защитная полоса — 21 698 га. Он включает 14 небольших охраняемых территорий. Администрация национального парка располагается в городе Ревуца.

## История
Территория современного Национального парка Муранска Планина впервые была защищена в 1976 году в статусе заповедной зоны. В октябре 1997 года этот статус был изменен на статус национального парка. Официально парк был открыт 27 мая 1998.

## Расположение
Национальный парк Муранска Планина расположен на границе между Центральной и Восточной Словакией, между регионом Горегронье на севере и регионом Гемер на юге. Территория простирается от долины Кленовска Римава на западе до Яворинской седловины и села Червена Скала на востоке. Национальный парк расположен в три районах Банска-Бистрицкого края, а именно в районе Брезно на севере, Римавска Собота на юге и Ревуца на юго-востоке. Кадастровые территории города Тисовец и восьми деревень расположены внутри национального парка и его буферной зоны. Он защищает территорию Муранского плоскогорья, которая геологически является частью горного хребта словацких Рудных гор.

## Геология
Геология Муранского плоскогорья восходит к мезозойской эры. В этот период огромный блок доломита и известняка переместился на место нынешнего национального парка и образовал покров. Из-за этого явления ядро национального парка до сих пор состоит из известнякового и доломитового плато с карстовыми образованиями. В течение миллионов лет вода образовывала глубокие борозды и долины, которые постепенно приобретали дикий характер. Крутые скалистые овраги расположены в основном на северо-западном и юго-восточном краях территории. Напротив, сама поверхность плато относительно ровная и расположена на высоте между 900 м и 1400 м. Из-за хорошо развитого карста плато усеяно многочисленными пропастями, пещерами, воронками и источниками.
Рельеф национального парка достаточно неровный и во многих местах скалистый. Центральную территорию составляет горный массив Муранска Планина, входящий в состав Спишско-гемерского карста. Общая длина карстового ландшафта от поселка Червена Скала до города Тисовец составляет около 25 км.
Самый низкий участок в национальном парке находится недалеко от деревни Мурань на высоте 400 м над уровнем моря. Самая высокой точкой является Фабова гора, находящаяся на высоте 1439 метров над уровнем моря, однако более высокий пик Столица на высоте 1476 м находится в буферной зоне. Столица также является самой высокой точкой словацких Рудных гор.
На территории расположены более 150 крупных пещер, недоступных для публики.

## Флора
Флора национального парка известна своим биоразнообразием и богатством видов, включающих 35 эндемичных и субэндемичных видов, например Daphne arbuscula. Архивировано из оригинала 13 июля 2007 года.. Леса покрывают около 90 % поверхности.

## Туризм
Туристические достопримечательности включают 300 км обозначенных пешеходных маршрутов и две образовательные тропы. Лучший доступ к парку — через окрестные села и поселения, в том числе через села Мурань и Завадка-над-Гроном. На скале посреди хребта стоит Муранский замок.